# Virginia Vezzi, épouse de l'artiste, en Marie Madeleine
Virginia Vezzi, épouse de l'artiste, en Marie Madeleine est un tableau réalisé par le peintre français Simon Vouet vers 1627. De format vertical, cette huile sur toile est un portrait de Virginia Vezzi, l'épouse de l'artiste, à mi-corps devant un sombre fond rocheux. La jeune femme y figure avec les attributs de Marie Madeleine : un vase à parfum dans la main droite, ainsi que de longs cheveux, dont une mèche passe entre les doigts de l'autre main.
Reçue en don en 1983, l'œuvre est conservée au musée d'Art du comté de Los Angeles, à Los Angeles, en Californie, aux États-Unis.

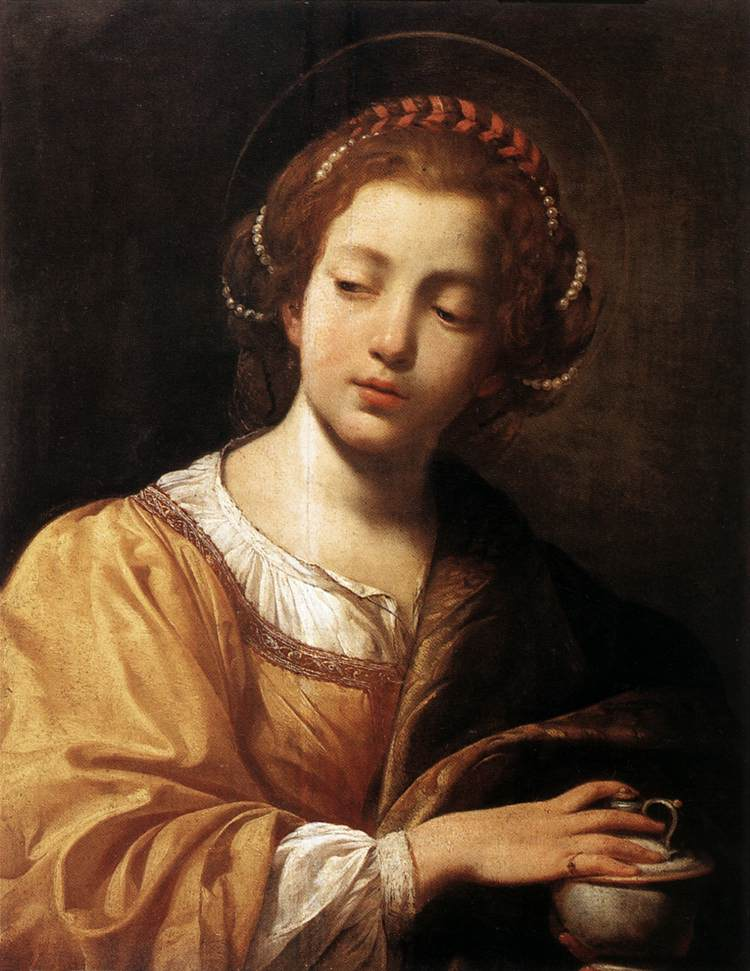
Simon Vouet, Marie Madeleine, 1614-1615 – Palais du Quirinal, Rome.
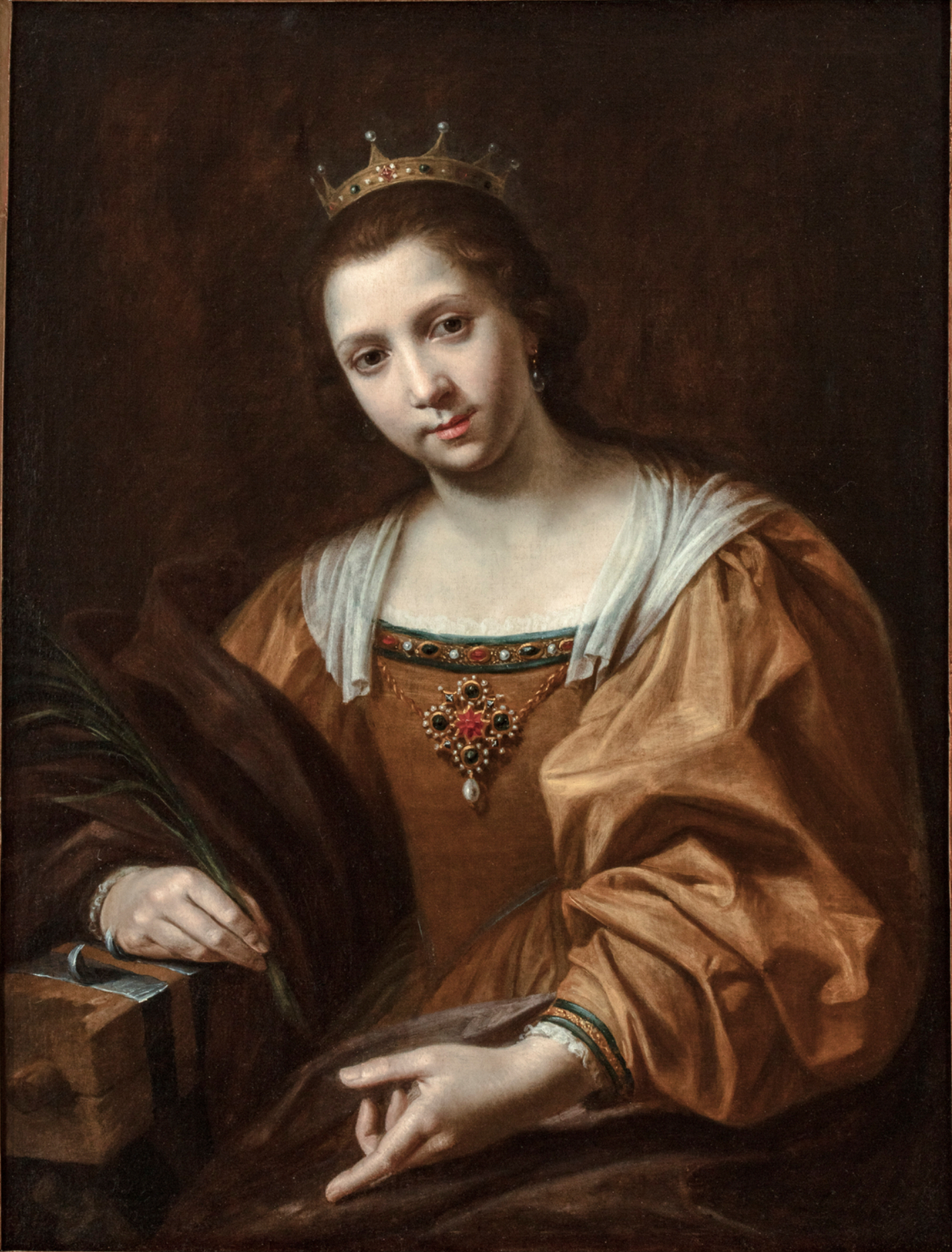
Virginia Vezzi, Autoportrait en sainte Catherine d'Alexandrie, vers 1624-1626 – Musée d'Art du comté de Los Angeles, Los Angeles.
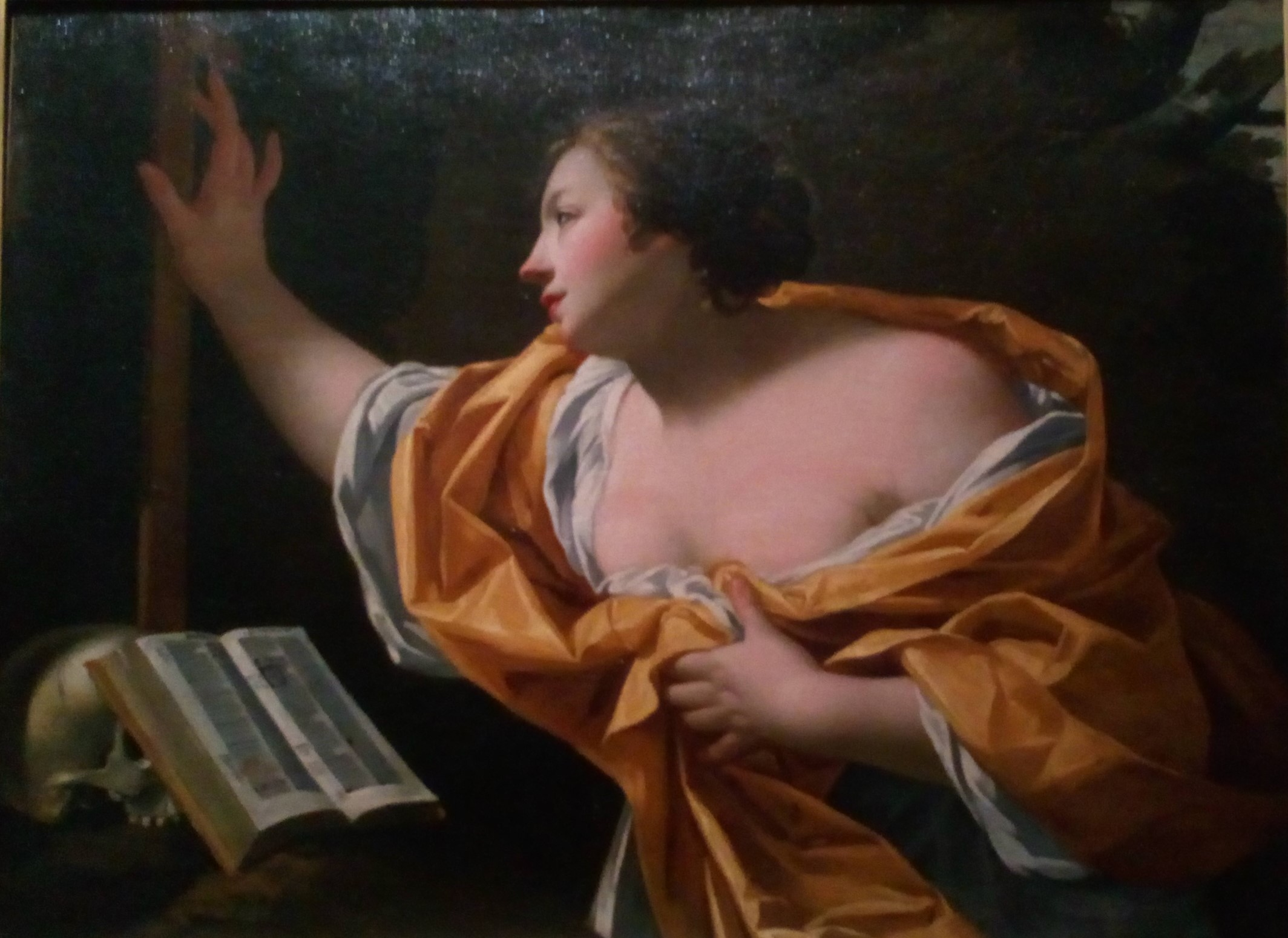
Simon Vouet, La Madeleine repentante, 1633-1634 – Musée de Picardie, Amiens.